# Hintere Guslarspitze
Hintere Guslarspitze är en bergstopp i Österrike.   Den ligger i distriktet Imst och förbundslandet Tyrolen, i den västra delen av landet, 400 km väster om huvudstaden Wien. Toppen på Hintere Guslarspitze är 3 042 meter över havet.
Terrängen runt Hintere Guslarspitze är bergig norrut, men söderut är den kuperad. Runt Hintere Guslarspitze är det mycket glesbefolkat, med 6 invånare per kvadratkilometer.. Närmaste större samhälle är Obergurgl, 16,9 km öster om Hintere Guslarspitze. 
Trakten runt Hintere Guslarspitze består i huvudsak av gräsmarker.